# John F. O’Brien
John F. O’Brien (* um 1857 in Fort Edward, New York; † 23. April 1927 in Plattsburgh, New York) war ein US-amerikanischer Geschäftsmann und Politiker (Republikanische Partei). Er war von 1903 bis 1907 Secretary of State von New York.

## Werdegang
John F. O’Brien, Sohn von James O’Brien, wurde um 1857 im Washington County (New York) geboren. Seine Kindheit war vom Bürgerkrieg überschattet. O’Brien besuchte öffentliche Schulen und das Fort Edward Collegiate Institute. Er unterrichtete dann ein Jahr lang. Danach war er als Unternehmer tätig. 1888 erhielt er nach seinem Bruder Edward eine Großhandelskommission für Mehr in Plattsburgh (New York). Er gründete 1897 zusammen mit seinem Partner George C. Kellogg die O’Brien & Kellogg Dock and Coal Company. In der Folgezeit verschafften sie sich die Kontrolle über die Hafenanlagen und Ufergegend in Plattsburg. Sie leiteten das größte Großhandelsunternehmen für Mehl, Kohle, Futtermittel und Getreide im nördlichen New York.
O’Brien saß 1901 und 1902 für das Clinton County in der New York State Assembly. Er wurde 1902 zum Secretary of State von New York gewählt und 1904 wiedergewählt. Bei seiner Wiederwahlkandidatur 1906 erlitt er eine Niederlage. 1920 nahm er als Ersatzmann (Alternate Delegate) an der Republican National Convention in Chicago (Illinois) teil und 1924 als Delegierter an der Republican National Convention in Cleveland (Ohio).
Er war Präsident der Plattsburgh National Bank and Trust Company.